# Monyak Hill
Der Monyak Hill (englisch; bulgarisch хълм Моняк wrach Monjak) ist ein 700 m hoher und felsiger Hügel im westantarktischen Ellsworthland. Am nördlichen Ende der Flowers Hills im Osten der Sentinel Range des Ellsworthgebirges ragt er 4,6 km nördlich des Dickey Peak, 12,75 km ostnordöstlich des Mount Levack und 11,2 km südsüdöstlich des Mount Besch auf. Der Dater-Gletscher liegt westlich, der Ellen-Gletscher nördlich und der Lardeja-Piedmont-Gletscher östlich von ihm.
US-amerikanische Wissenschaftler kartierten ihn 1988. Die bulgarische Kommission für Antarktische Geographische Namen benannte ihn 2012 nach der mittelalterlichen Festung Monjak im Süden Bulgariens.